# 村瀬義徳

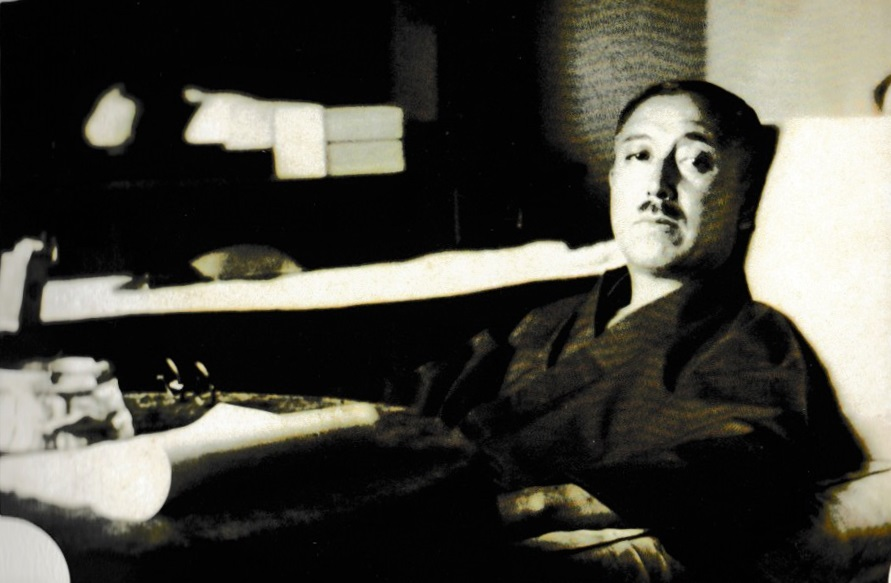
村瀬義徳（村瀨宜得）

村瀬 義徳（むらせ ぎとく/むらせ よしのり、明治10年（1877年）3月 - 昭和13年（1938年）8月15日）は、愛知県出身の日本画家である。村瀬宜得とも記される。はじめ黒田清輝に師事して西洋画を学び、後に日本画に転じて寺崎広業に師事した。現存する作品は大正と昭和のものが多い。通称は義徳であるが、宜得を号とした。

## 経歴
明治10年3月、愛知県丹羽郡布袋町 に生まれた。幼い頃から絵を得意とし、東京美術学校に入学。西洋画の黒田清輝教授のもとで学ぶ。明治31年（1898年）に退学。
また、このころ日本画の寺崎広業に師事。狩野派を研究する。文部省第十一回美術展覧会にて台湾旅行した際の写生から描き起こした南画的な屏風絵『緑蔭』が入選。大正7年（1918年）に『宜得近作』を個人で印刷出版する。山水画、人物画、花鳥画を得意とし、全国を旅しながら、注文された絵を描く商業的な画家として活動。アイヌ絵の描き手でもあった。大正時代に『アイヌ熊祭屏風』を制作する。
昭和4年（1929年）、毛利正直による原作の原文を校訂し、注釈と挿絵を加え巧藝社から出版された『薩摩奇書 大石兵六夢物語』 が版を重ねる。また、同書と同じ題材の彩色画が描かれた色紙 や文章の色紙が、横並びに繋がり絵巻物風になっている「大石兵六夢物語絵巻」を制作する。
昭和5年（1930年）、永平寺傘松閣の天井画を144人の画家の一員として描く。現在もガチョウと鷲を描いた２作が飾られている。昭和13年（1938年）8月15日、東京にて没する。墓所は青山霊園。

## 代表作品

### 肉筆画
- 屏風：「緑陰」（所在不明）

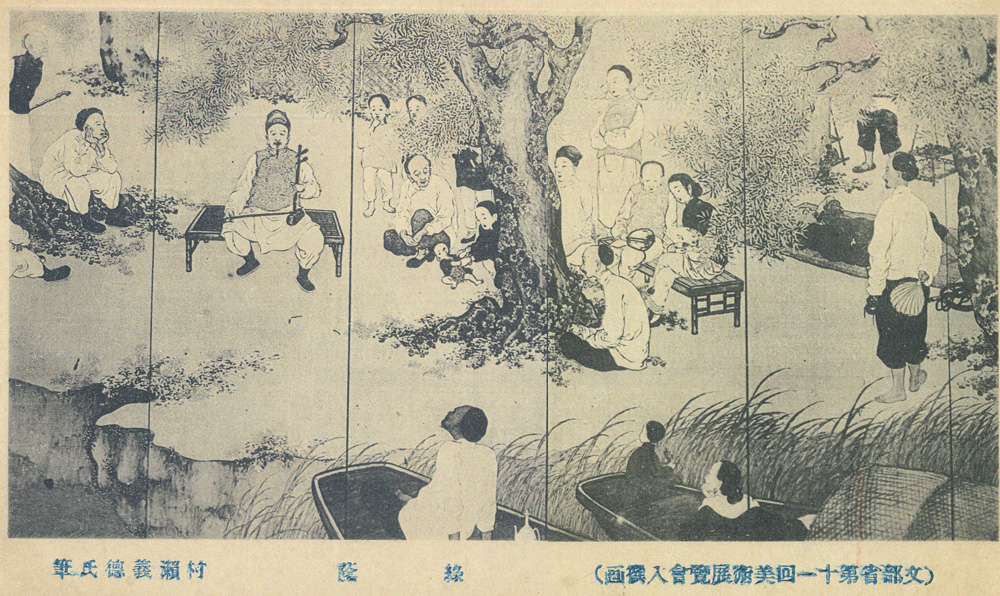
日本画家・村瀬義徳作「緑陰」（孫が所有の写真）

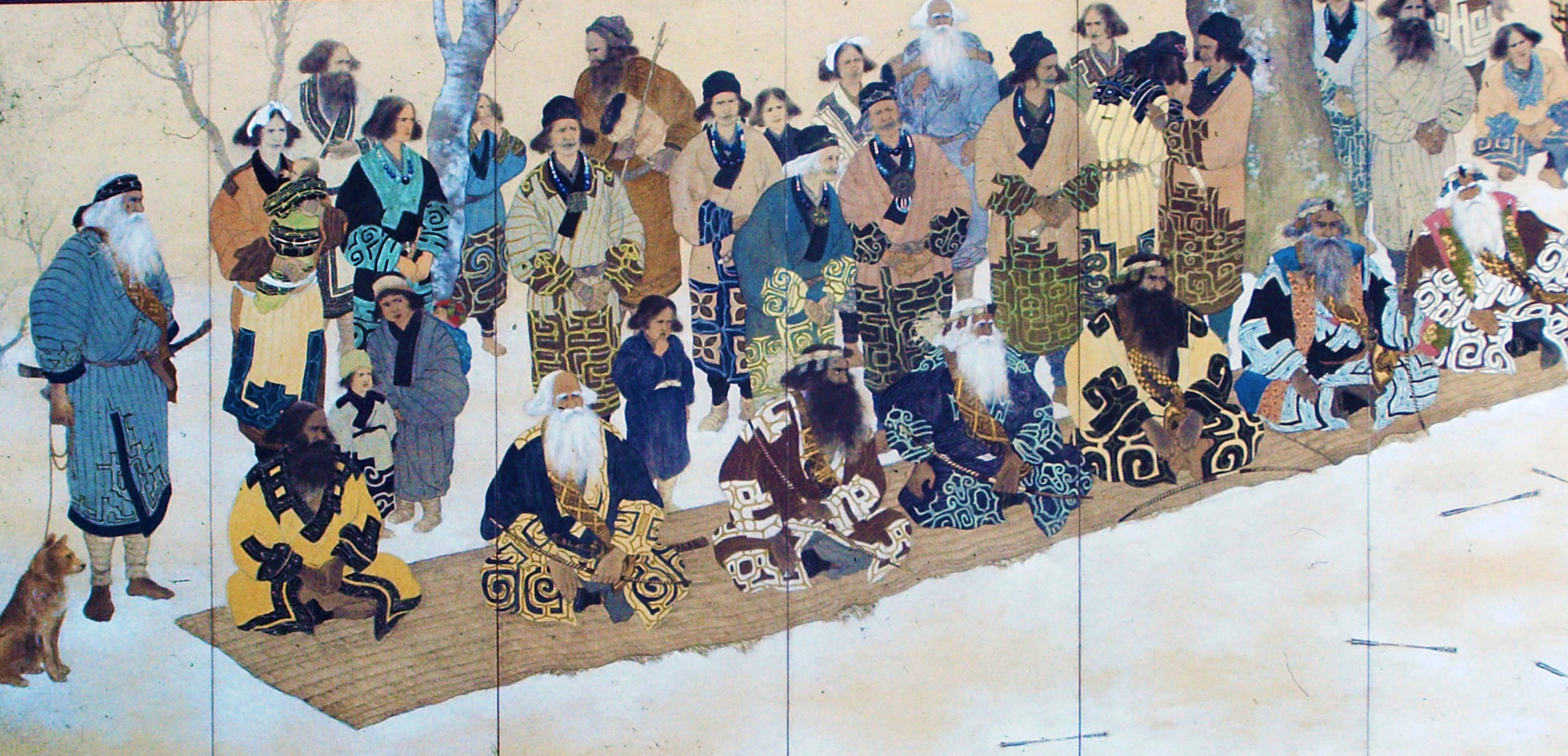
「アイヌ熊祭屏風」（左）市立函館博物館蔵

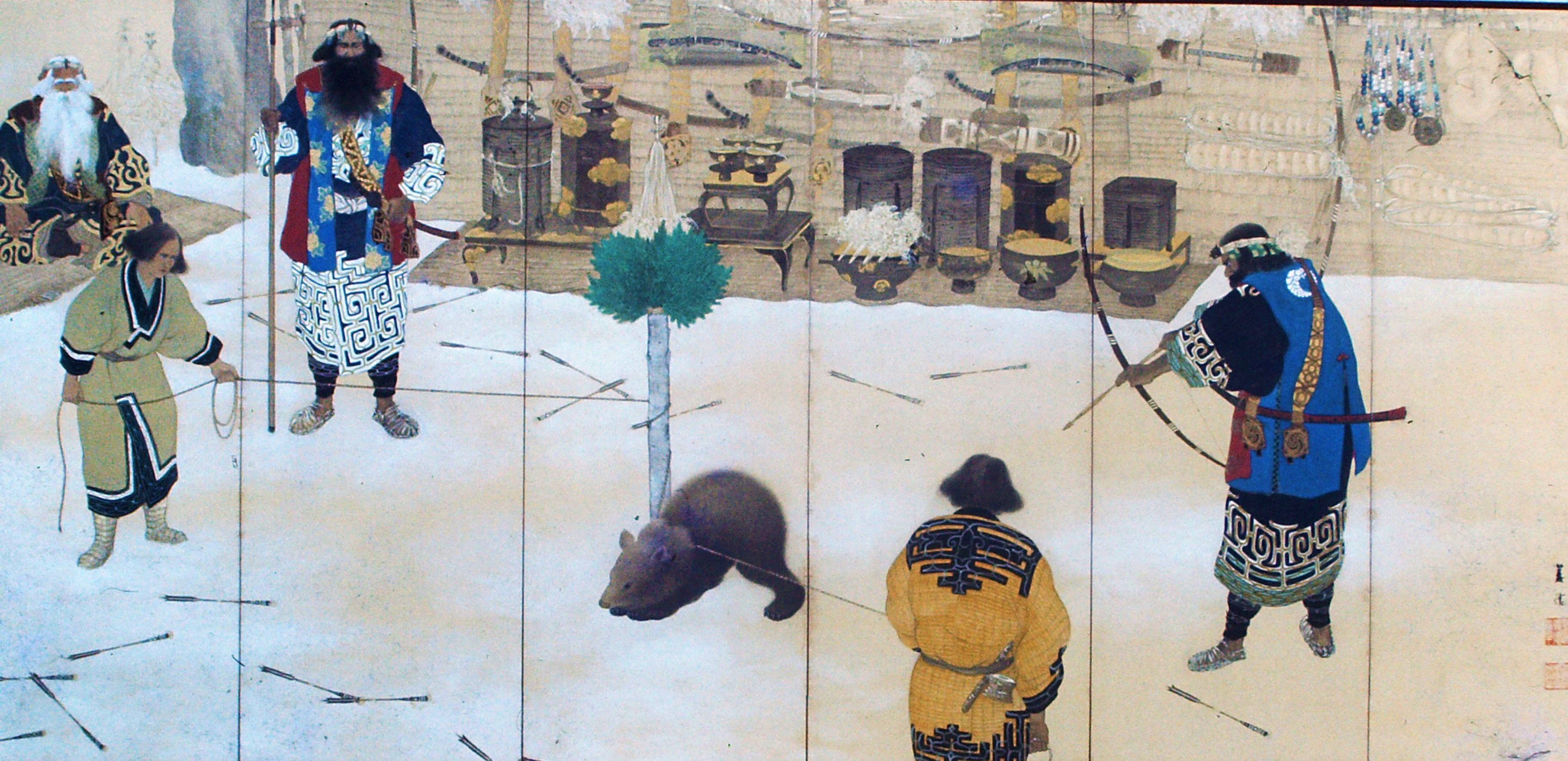
「アイヌ熊祭屏風」（右）市立函館博物館蔵

- 屏風：「アイヌ熊祭屏風」六曲一双（市立函館博物館蔵、大正時代）
- 掛軸：「十六羅漢図」三幅対（斎藤美術館[8] 蔵、年代不明）
- 天井画「永平寺傘松閣天井絵」ガチョウ／鷲（永平寺蔵）[9]
- 彩色画色紙「大石兵六夢物語絵巻」（鹿児島県立図書館蔵[注釈 6]）

### 出版物
- 『日本歴史服装掛図：全十枚』村瀬義徳画（東亜教育会館、大正5年（1916年）3月）
- 『薩摩奇書 大石兵六夢物語』（巧藝社）[4][5]

### 挿絵
- 『世界お伽噺 第十集 巖谷小波編[11]』
- 『文庫』（投書雑誌）第31巻（明治39年（1906年）、ページ不明）
- 『女学世界』（雑誌）第9巻、第3-14号（明治42年（1909年）、297頁）
- 『植物研究雑誌』第1－2巻（津村研究所、大正5年、189頁）
- 『早稲田文学』（第二次）第142-145号（大正6年（1917年）、74頁）

### 口絵
- 海賀変哲「闇光」上下巻（誠進堂版、明治44年（1911年））